# 碼頭市核電站
碼頭市核電站（英語：Shippingport Atomic Power Station）是世界上第一個純商業用途的核子動力發電廠。碼頭市核電站位於海狸谷核發電站附近，坐落於美國賓夕法尼亞州比弗縣俄亥俄河畔，距離匹茲堡大約25英里（40公里）。
碼頭市核電站壓水型反應爐的發電功率為60百萬瓦（MWe），於1957年12月2日達到臨界，同年12月18日開始發電，電力匯入杜肯電力公司的電網。直到1982年10月停止運轉。
此電廠旁邊為河狸谷發電廠（Beaver Valley Power Station），兩座壓水式反應爐分別於1976年與1987年開始商轉。